# Dacia 1320
O Dacia 1320 foi um automóvel fabricado pela marca automobilística romena Dacia.

## História
O Dacia 1320 foi um hatchback fabricado de 1987 a 1990. Na verdade, era a versão hatchback da segunda geração do Dacia 1310 (1983-1989), mas com nova grade frontal, faróis e um painel muito melhorado que mais tarde foram usados na terceira geração do Dacia 1310 (1989–1993). A frente utilizada foi denominada "CN1", que significa Concepția Noastră 1, traduzida como "nossa criação 1". Foi substituído pelo Dacia 1325 Liberta no início dos anos 1990. O 1320 foi vendido em 2.567 unidades, a maioria usada como táxi devido às baixas vendas, tentando obter algum tipo de rentabilidade. O 1320 foi criado para rivalizar com o Lada Samara e o Škoda Favorit e apresentou falhas desde o início. Ele tinha chapas de metal mais finas que o 1310, além de mau ajuste e acabamento interno.